# 堀貴秀
堀 貴秀（ほり たかひで、1971年 - ）は日本の映像作家、アニメーション監督。初監督作品であるストップモーション・アニメーション『JUNK HEAD』を、ほぼ1人で7年かけて完成させた。

## 来歴
1971年、大分県生まれ。1990年、大分県立芸術緑丘高等学校卒業後、本職の内装業の仕事をしながら芸術家も目指していた。アニメーション監督の新海誠がほぼ一人で製作した映画を知り、それがきっかけで映画制作に挑戦している。
2009年12月、30分の短編『JUNK HEAD 1』の制作を開始。映画制作は独学で、基本的に一人での作業であった。同作では、監督、原案、キャラクターデザイン、セット製作、撮影、音楽、声優、編集などほぼ全てを担当している。
2013年11月、短編『JUNK HEAD 1』が完成し、1日だけ自主上映をして絶賛された。出資を申し出る企業が現れたことから、短編ストーリーに追加するかたちで2014年4月、長編『JUNK HEAD』の制作が始まった。
2021年3月26日、長編『JUNK HEAD』が公開された。本作品は3部作の1作目であり、続編の準備をしている。

## 作品
- JUNK HEAD 1 - 短編
  - ゆうばり国際ファンタスティック映画祭2014 - 短編部門グランプリ受賞[5]
  - クレルモンフェラン国際短編映画祭（英語版、フランス語版） - アニメーション賞受賞[6]
- JUNK HEAD - 長編[7][8]

- FRESH PEACH - 短編
  - NHKのドキュメント番組「BUZZ CREATORS」で初公開。
- JUNK WORLD

## 受賞歴
2021年
- 第46回報知映画賞 新人賞（「JUNK HEAD」）[9]
- 第31回日本映画批評家大賞 編集賞（浦岡敬一賞）（「JUNK HEAD」）

## 出演

### テレビ
- BUZZ CREATORS「映画監督 堀 貴秀 たった一人の映像革命」（2021年12月26日放送、NHK Eテレ）[10]
  - 番組のために３バカ兄弟を主演にした新作短編『FRESH PEACH』を製作。